# Gare de Mynämäki
La gare de Mynämäki (en finnois : Mynämäen rautatieasema est une gare ferroviaire, fermée, de la ligne de Turku à Uusikaupunki. Elle est située à Mynämäki en Finlande.
Mise en service en 1923, elle est fermée au voyageurs en 1993 et aux marchandises en 2002.

## Situation ferroviaire
La gare de Mynämäki, fermée, est située au point kilométrique (PK) 29,9 de la ligne de Turku à Uusikaupunki, entre les gares de Raisio et d'Uusikaupunki.

## Histoire
La gare de Mynämäki est mise en service le 1er septembre 1923, son bâtiment est dû à l'architecte Jarl Ungern.
La fermeture au service des voyageurs a lieu le 1er janvier 1993.
Le service des marchandises est fermé le 1er juin 2002.

## Patrimoine ferroviaire
Désaffecté du service ferroviaire, le bâtiment d'origine (1923) de classe V, dû à l'architecte Jarl Ungern, est devenu avec ses dépendances une propriété privée.